# Campeonato Mundial de Voleibol Masculino Sub-21 de 2021
O Campeonato Mundial de Voleibol Masculino Sub-21 de 2021 foi a 21ª edição deste torneio organizado pela Federação Internacional de Voleibol (FIVB) reservado para jogadores abaixo de 21 anos. Um total de 16 seleções mundiais participaram do torneio, no período entre 23 de setembro a 3 de outubro, sediado na Bulgária e Itália, nas cidades de Sófia, Cagliari e Carbonia.
A Itália conquistou seu primeiro título ao derrotar a Rússia na final, e na disputa pelo terceiro lugar, a Polônia venceu a seleção da Argentina. O ponteiro italiano Alessandro Michieletto foi premiado como melhor jogador da competição.

## Equipes qualificadas
| Torneio de qualificação          | Data                                  | Sede           | Vagas | Qualificados  | Última participação |
| -------------------------------- | ------------------------------------- | -------------- | ----- | ------------- | ------------------- |
| Países-sede                      | 13 de outubro de 2020                 | Lausana        | 2     | Itália        | 2019                |
| Países-sede                      | 13 de outubro de 2020                 | Lausana        | 2     | Bulgária      | 2011                |
| Campeonato Asiático de 2018      | 21–28 de julho de 2018                | Rifa           | 2     | Irã           | 2019                |
| Campeonato Asiático de 2018      | 21–28 de julho de 2018                | Rifa           | 2     | Coreia do Sul | 2019                |
| Campeonato Asiático de 2018      | 21–28 de julho de 2018                | Rifa           | 2     | Tailândia     | 1999                |
| Campeonato NORCECA de 2020       | janeiro de 2020                       | Santo Domingo  | 2     | Cuba          | 2019                |
| Campeonato NORCECA de 2020       | janeiro de 2020                       | Santo Domingo  | 2     | Canadá        | 2019                |
| Campeonato Europeu de 2020       | 26 de setembro a 4 de outubro de 2020 | Brno e Kuřim   | 2     | Rússia        | 2019                |
| Campeonato Europeu de 2020       | 26 de setembro a 4 de outubro de 2020 | Brno e Kuřim   | 2     | Bélgica       | 2011                |
| Campeonato Africano de 2020      | 20–24 de fevereiro de 2021            | Cairo          | 2     | Egito         | 2019                |
| Campeonato Africano de 2020      | 20–24 de fevereiro de 2021            | Cairo          | 2     | Camarões      | Estreante           |
| Campeonato Sul-Americano de 2020 | 2020                                  | Rio de Janeiro | 2     | Brasil        | 2019                |
| Campeonato Sul-Americano de 2020 | 2020                                  | Rio de Janeiro | 2     | Argentina     | 2019                |
| Ranking Mundial                  | A partir de 1 de março de 2021        | Lausana        | 4     | Marrocos      | 2019                |
| Ranking Mundial                  | A partir de 1 de março de 2021        | Lausana        | 4     | Bahrein       | 2019                |
| Ranking Mundial                  | A partir de 1 de março de 2021        | Lausana        | 4     | Chéquia       | 2019                |
| Ranking Mundial                  | A partir de 1 de março de 2021        | Lausana        | 4     | Polônia       | 2019                |
| Total                            | Total                                 | Total          | 16    |               |                     |

Nota: A Coréia do Sul desistiu da competição e a Tailândia herdou sua vaga no certame, diante do cenário mundial provocado pela COVID-19, os torneios NORCECA e Sul-Americano foram cancelados, sendo indicados os representantes na disputa e a Bulgária herda uma vaga devido a Itália ser atual vice-campeã e um dos países-sede.

## Formato de disputa
A competição reuniu 16 equipes, sendo realizada em oito dias com recesso de dois dias. As equipes foram distribuídas em quatro grupos, competindo em sistema de pontos corridos, ao final as duas primeiras equipes de cada grupo foram distribuídas na segunda fase em Grupos E e F, e as duas últimas equipes de cada grupo formaram na segunda fase os grupos G e H.
Ao final da segunda fase, as duas primeiras colocadas dos Grupos E e F avançaram para as semifinais, final e disputa pelo bronze. Já as equipes eliminadas desses grupos competiram para definir as posições do quinto ao oitavo lugar. As duas primeiras colocadas dos Grupos G e H participaram dos playoffs que determinaram as posições do nono ao décimo segundo lugar, enquanto as equipes eliminadas desses grupos disputaram os playoffs para definir as posições do décimo terceiro ao décimo sexto lugar.

## Critérios de classificação nos grupos
1. Número de vitórias;
2. Pontos;
3. Razão de sets;
4. Razão de pontos;
5. Resultado da última partida entre os times empatados.

- Placar de 3–0 ou 3–1: 3 pontos para o vencedor, nenhum para o perdedor;
- Placar de 3–2: 2 pontos para o vencedor, 1 para o perdedor.

## Primeira fase
|  | Qualificados para a Segunda Fase (Grupo E) |
|  | Qualificados para a Segunda Fase (Grupo F) |
|  | Qualificados para a Segunda Fase (Grupo G) |
|  | Qualificados para a Segunda Fase (Grupo H) |

### Grupo A
|     |           |     | Jogos | Jogos | Jogos | Pontos | Pontos | Pontos | Sets | Sets | Sets  |
| Pos | Equipe    | Pts | T     | V     | D     | V      | P      | R      | V    | P    | R     |
| --- | --------- | --- | ----- | ----- | ----- | ------ | ------ | ------ | ---- | ---- | ----- |
| 1   | Itália    | 9   | 3     | 3     | 0     | 225    | 140    | 1.607  | 9    | 0    | MAX   |
| 2   | Chéquia   | 6   | 3     | 2     | 1     | 230    | 212    | 1.085  | 6    | 4    | 1.500 |
| 3   | Tailândia | 3   | 1     | 1     | 0     | 182    | 245    | 0.743  | 3    | 7    | 0.429 |
| 4   | Egito     | 0   | 3     | 0     | 3     | 234    | 274    | 0.854  | 2    | 9    | 0.222 |

Resultados
| Data   | Hora  |           | Placar |           | Set 1 | Set 2 | Set 3 | Set 4 | Set 5 | Total  | Relatório       |
| ------ | ----- | --------- | ------ | --------- | ----- | ----- | ----- | ----- | ----- | ------ | --------------- |
| 23 set | 16:00 | Chéquia   | 3–1    | Egito     | 25–20 | 25–16 | 29–31 | 25–23 |       | 104–90 | P2 Estatísticas |
| 23 set | 19:00 | Tailândia | 0–3    | Itália    | 12–25 | 15–25 | 13–25 |       |       | 40–75  | P2 Estatísticas |
| 24 set | 16:00 | Chéquia   | 3–0    | Tailândia | 25–16 | 25–16 | 25–15 |       |       | 75–47  | P2 Estatísticas |
| 24 set | 19:00 | Egito     | 0–3    | Itália    | 13–25 | 22–25 | 14–25 |       |       | 49–75  | P2 Estatísticas |
| 25 set | 16:00 | Egito     | 1–3    | Tailândia | 25–18 | 23–25 | 22–25 | 25–27 |       | 95–95  | P2 Estatísticas |
| 25 set | 19:00 | Itália    | 3–0    | Chéquia   | 25–16 | 25–15 | 25–20 |       |       | 75–51  | P2 Estatísticas |

### Grupo B
|     |          |     | Jogos | Jogos | Jogos | Pontos | Pontos | Pontos | Sets | Sets | Sets  |
| Pos | Equipe   | Pts | T     | V     | D     | V      | P      | R      | V    | P    | R     |
| --- | -------- | --- | ----- | ----- | ----- | ------ | ------ | ------ | ---- | ---- | ----- |
| 1   | Polônia  | 9   | 3     | 3     | 0     | 270    | 231    | 1.169  | 9    | 2    | 4.500 |
| 2   | Bulgária | 6   | 3     | 2     | 1     | 240    | 231    | 1.039  | 7    | 3    | 2.333 |
| 3   | Cuba     | 3   | 3     | 1     | 2     | 237    | 252    | 0.940  | 4    | 7    | 0.571 |
| 4   | Bahrein  | 0   | 3     | 0     | 3     | 211    | 244    | 0.865  | 1    | 9    | 0.111 |

Resultados
| Data   | Hora  |          | Placar |          | Set 1 | Set 2 | Set 3 | Set 4 | Set 5 | Total  | Relatório       |
| ------ | ----- | -------- | ------ | -------- | ----- | ----- | ----- | ----- | ----- | ------ | --------------- |
| 23 set | 13:00 | Cuba     | 1–3    | Polônia  | 16–25 | 19–25 | 25–18 | 19–25 |       | 79–93  | P2 Estatísticas |
| 23 set | 19:00 | Bulgária | 3–0    | Bahrein  | 25–21 | 25–21 | 25–23 |       |       | 75–65  | P2 Estatísticas |
| 24 set | 16:00 | Polônia  | 3–0    | Bahrein  | 25–21 | 25–20 | 25–21 |       |       | 75–62  | P2 Estatísticas |
| 24 set | 19:00 | Cuba     | 0–3    | Bulgária | 21–25 | 22–25 | 21–25 |       |       | 64–75  | P2 Estatísticas |
| 25 set | 13:00 | Bahrein  | 1–3    | Cuba     | 25–19 | 20–25 | 18–25 | 21–25 |       | 84–94  | P2 Estatísticas |
| 25 set | 19:00 | Polônia  | 3–1    | Bulgária | 29–27 | 25–19 | 23–25 | 25–19 |       | 102–90 | P2 Estatísticas |

### Grupo C
|     |           |     | Jogos | Jogos | Jogos | Pontos | Pontos | Pontos | Sets | Sets | Sets  |
| Pos | Equipe    | Pts | T     | V     | D     | V      | P      | R      | V    | P    | R     |
| --- | --------- | --- | ----- | ----- | ----- | ------ | ------ | ------ | ---- | ---- | ----- |
| 1   | Bélgica   | 9   | 3     | 3     | 0     | 290    | 232    | 1.250  | 9    | 3    | 3,000 |
| 2   | Argentina | 6   | 3     | 2     | 1     | 269    | 256    | 1.051  | 7    | 5    | 1.400 |
| 3   | Irã       | 3   | 3     | 1     | 2     | 288    | 271    | 1.063  | 7    | 6    | 1.167 |
| 4   | Marrocos  | 0   | 3     | 0     | 3     | 137    | 225    | 0.609  | 0    | 9    | 0,000 |

Resultados
| Data   | Hora  |           | Placar |          | Set 1 | Set 2 | Set 3 | Set 4 | Set 5 | Total   | Relatório       |
| ------ | ----- | --------- | ------ | -------- | ----- | ----- | ----- | ----- | ----- | ------- | --------------- |
| 23 set | 16:00 | Argentina | 3–0    | Marrocos | 25–13 | 25–16 | 25–23 |       |       | 75–52   | P2 Estatísticas |
| 23 set | 19:00 | Bélgica   | 3–2    | Irã      | 25–20 | 25–23 | 26–28 | 26–28 | 15–8  | 117–107 | P2 Estatísticas |
| 24 set | 16:00 | Marrocos  | 0–3    | Bélgica  | 16–25 | 12–25 | 16–25 |       |       | 44–75   | P2 Estatísticas |
| 24 set | 19:00 | Argentina | 3–2    | Irã      | 25–20 | 20–25 | 24–26 | 25–18 | 19–17 | 113–106 | P2 Estatísticas |
| 25 set | 16:00 | Argentina | 1–3    | Bélgica  | 19–25 | 17–25 | 25–23 | 20–25 |       | 81–98   | P2 Estatísticas |
| 25 set | 19:00 | Irã       | 3–0    | Marrocos | 25–5  | 25–21 | 25–15 |       |       | 75–41   | P2 Estatísticas |

### Grupo D
|     |          |     | Jogos | Jogos | Jogos | Pontos | Pontos | Pontos | Sets | Sets | Sets  |
| Pos | Equipe   | Pts | T     | V     | D     | V      | P      | R      | V    | P    | R     |
| --- | -------- | --- | ----- | ----- | ----- | ------ | ------ | ------ | ---- | ---- | ----- |
| 1   | Rússia   | 8   | 3     | 3     | 0     | 275    | 184    | 1.495  | 9    | 3    | 3,000 |
| 2   | Brasil   | 7   | 3     | 2     | 1     | 252    | 165    | 1.527  | 8    | 3    | 2.667 |
| 3   | Canadá   | 3   | 3     | 1     | 2     | 218    | 171    | 1.275  | 4    | 6    | 0.667 |
| 4   | Camarões | 0   | 3     | 0     | 3     | 0      | 225    | 0,000  | 0    | 9    | 0,000 |

Resultados
| Data   | Hora  |          | Placar |          | Set 1 | Set 2 | Set 3 | Set 4 | Set 5 | Total   | Relatório       |
| ------ | ----- | -------- | ------ | -------- | ----- | ----- | ----- | ----- | ----- | ------- | --------------- |
| 23 set | 10:00 | Camarões | 0–3    | Canadá   | 0–25  | 0–25  | 0–25  |       |       | 0–75    | Estatísticas    |
| 23 set | 16:00 | Rússia   | 3–2    | Brasil   | 16–25 | 25–22 | 23–25 | 25–21 | 15–9  | 104–102 | P2 Estatísticas |
| 24 set | 10:00 | Camarões | 0–3    | Rússia   | 0–25  | 0–25  | 0–25  |       |       | 0–75    | Estatísticas    |
| 24 set | 13:00 | Canadá   | 0–3    | Brasil   | 22–25 | 21–25 | 18–25 |       |       | 61–75   | P2 Estatísticas |
| 25 set | 10:00 | Brasil   | 3–0    | Camarões | 25–0  | 25–0  | 25–0  |       |       | 75–0    | Estatísticas    |
| 25 set | 16:00 | Canadá   | 1–3    | Rússia   | 13–25 | 22–25 | 25–21 | 22–25 |       | 82–96   | P2 Estatísticas |

## Segunda fase
|  | Qualificados para as Semifinais                  |
|  | Qualificados para as Disputa do 5º ao 8º lugar   |
|  | Qualificados para as Disputa do 9º ao 12º lugar  |
|  | Qualificados para as Disputa do 13º ao 16º lugar |

### Grupo E
|     |           |     | Jogos | Jogos | Jogos | Pontos | Pontos | Pontos | Sets | Sets | Sets  |
| Pos | Equipe    | Pts | T     | V     | D     | V      | P      | R      | V    | P    | R     |
| --- | --------- | --- | ----- | ----- | ----- | ------ | ------ | ------ | ---- | ---- | ----- |
| 1   | Itália    | 9   | 3     | 3     | 0     | 228    | 183    | 1.246  | 9    | 0    | MAX   |
| 2   | Argentina | 5   | 3     | 2     | 1     | 273    | 264    | 1.034  | 6    | 6    | 1,000 |
| 3   | Chéquia   | 3   | 3     | 1     | 2     | 255    | 287    | 0.889  | 5    | 8    | 0.625 |
| 4   | Bélgica   | 1   | 3     | 0     | 3     | 254    | 276    | 0.920  | 3    | 9    | 0.333 |

Resultados
| Data   | Hora  |         | Placar |           | Set 1 | Set 2 | Set 3 | Set 4 | Set 5 | Total   | Relatório       |
| ------ | ----- | ------- | ------ | --------- | ----- | ----- | ----- | ----- | ----- | ------- | --------------- |
| 27 set | 16:00 | Chéquia | 3–2    | Bélgica   | 14–25 | 22–25 | 25–23 | 25–18 | 15–12 | 101–103 | P2 Estatísticas |
| 27 set | 19:00 | Itália  | 3–0    | Argentina | 25–22 | 26–24 | 25–20 |       |       | 76–66   | P2 Estatísticas |
| 28 set | 16:00 | Bélgica | 1–3    | Argentina | 21–25 | 25–23 | 19–25 | 21–25 |       | 86–98   | Estatísticas    |
| 28 set | 19:00 | Itália  | 3–0    | Chéquia   | 25–19 | 25–18 | 25–15 |       |       | 75–52   | Estatísticas    |
| 29 set | 16:00 | Chéquia | 2–3    | Argentina | 25–22 | 22–25 | 17–25 | 25–22 | 13–15 | 102–109 | Estatísticas    |
| 29 set | 19:00 | Itália  | 3–0    | Bélgica   | 25–17 | 25–23 | 27–25 |       |       | 77–65   | Estatísticas    |

### Grupo F
|     |          |     | Jogos | Jogos | Jogos | Pontos | Pontos | Pontos | Sets | Sets | Sets  |
| Pos | Equipe   | Pts | T     | V     | D     | V      | P      | R      | V    | P    | R     |
| --- | -------- | --- | ----- | ----- | ----- | ------ | ------ | ------ | ---- | ---- | ----- |
| 1   | Rússia   | 9   | 3     | 3     | 0     | 250    | 223    | 1.121  | 9    | 1    | 9,000 |
| 2   | Polônia  | 5   | 3     | 2     | 1     | 292    | 295    | 0.990  | 7    | 6    | 1.167 |
| 3   | Brasil   | 3   | 3     | 1     | 2     | 247    | 231    | 1.069  | 4    | 6    | 0.667 |
| 4   | Bulgária | 1   | 3     | 0     | 3     | 219    | 259    | 0.846  | 2    | 9    | 0.222 |

Resultados
| Data   | Hora  |          | Placar |          | Set 1 | Set 2 | Set 3 | Set 4 | Set 5 | Total   | Relatório       |
| ------ | ----- | -------- | ------ | -------- | ----- | ----- | ----- | ----- | ----- | ------- | --------------- |
| 27 set | 13:00 | Polônia  | 3–1    | Brasil   | 28–26 | 25–23 | 19–25 | 25–23 |       | 97–97   | P2 Estatísticas |
| 27 set | 19:00 | Bulgária | 0–3    | Rússia   | 21–25 | 22–25 | 19–25 |       |       | 62–75   | P2 Estatísticas |
| 28 set | 13:00 | Rússia   | 3–0    | Brasil   | 27–25 | 25–21 | 31–29 |       |       | 83–75   | P2 Estatísticas |
| 28 set | 19:00 | Polônia  | 3–2    | Bulgária | 21–25 | 23–25 | 25–22 | 25–22 | 15–12 | 109–106 | P2 Estatísticas |
| 29 set | 13:00 | Polônia  | 1–3    | Rússia   | 23–25 | 25–17 | 18–25 | 20–25 |       | 86–92   | P2 Estatísticas |
| 29 set | 19:00 | Bulgária | 0–3    | Brasil   | 14–25 | 22–25 | 15–25 |       |       | 51–75   | P2 Estatísticas |

### Grupo G
|     |           |     | Jogos | Jogos | Jogos | Pontos | Pontos | Pontos | Sets | Sets | Sets  |
| Pos | Equipe    | Pts | T     | V     | D     | V      | P      | R      | V    | P    | R     |
| --- | --------- | --- | ----- | ----- | ----- | ------ | ------ | ------ | ---- | ---- | ----- |
| 1   | Irã       | 9   | 3     | 3     | 0     | 225    | 153    | 1.471  | 9    | 0    | MAX   |
| 2   | Tailândia | 6   | 3     | 2     | 1     | 220    | 218    | 1.009  | 6    | 4    | 1.500 |
| 3   | Egito     | 3   | 3     | 1     | 2     | 256    | 243    | 1.053  | 4    | 7    | 0.571 |
| 4   | Marrocos  | 0   | 3     | 0     | 3     | 160    | 247    | 0.648  | 1    | 9    | 0.111 |

Resultados
| Data   | Hora  |           | Placar |          | Set 1 | Set 2 | Set 3 | Set 4 | Set 5 | Total | Relatório       |
| ------ | ----- | --------- | ------ | -------- | ----- | ----- | ----- | ----- | ----- | ----- | --------------- |
| 27 set | 16:00 | Tailândia | 3–0    | Marrocos | 25–12 | 25–15 | 25–22 |       |       | 75–49 | P2 Estatísticas |
| 27 set | 19:00 | Egito     | 0–3    | Irã      | 22–25 | 23–25 | 20–25 |       |       | 65–75 | P2 Estatísticas |
| 28 set | 16:00 | Irã       | 3–0    | Marrocos | 25–9  | 25–14 | 25–13 |       |       | 75–36 | Estatísticas    |
| 28 set | 19:00 | Tailândia | 3–1    | Egito    | 25–23 | 25–23 | 18–25 | 25–23 |       | 93–94 | Estatísticas    |
| 29 set | 16:00 | Egito     | 3–1    | Marrocos | 22–25 | 25–12 | 25–19 | 25–19 |       | 97–75 | Estatísticas    |
| 29 set | 19:00 | Tailândia | 0–3    | Irã      | 18–25 | 12–25 | 22–25 |       |       | 52–75 | Estatísticas    |

### Grupo H
|     |          |     | Jogos | Jogos | Jogos | Pontos | Pontos | Pontos | Sets | Sets | Sets  |
| Pos | Equipe   | Pts | T     | V     | D     | V      | P      | R      | V    | P    | R     |
| --- | -------- | --- | ----- | ----- | ----- | ------ | ------ | ------ | ---- | ---- | ----- |
| 1   | Canadá   | 9   | 3     | 3     | 0     | 275    | 119    | 2.311  | 9    | 0    | MAX   |
| 2   | Cuba     | 6   | 3     | 2     | 1     | 237    | 172    | 1.378  | 6    | 4    | 1.500 |
| 3   | Bahrein  | 3   | 3     | 1     | 2     | 232    | 178    | 1.303  | 4    | 6    | 0.667 |
| 4   | Camarões | 0   | 3     | 0     | 3     | 0      | 225    | 0,000  | 0    | 9    | 0,000 |

Resultados
| Data   | Hora  |         | Placar |          | Set 1 | Set 2 | Set 3 | Set 4 | Set 5 | Total  | Relatório       |
| ------ | ----- | ------- | ------ | -------- | ----- | ----- | ----- | ----- | ----- | ------ | --------------- |
| 27 set | 00:00 | Cuba    | 3–0    | Camarões | 25–0  | 25–0  | 25–0  |       |       | 75–0   | Estatísticas    |
| 27 set | 16:00 | Bahrein | 0–3    | Canadá   | 22–25 | 21–25 | 17–25 |       |       | 60–75  | P2 Estatísticas |
| 28 set | 00:00 | Canadá  | 3–0    | Camarões | 25–0  | 25–0  | 25–0  |       |       | 75–0   | Estatísticas    |
| 28 set | 16:00 | Cuba    | 3–1    | Bahrein  | 26–28 | 25–21 | 27–25 | 25–23 |       | 103–97 | P2 Estatísticas |
| 29 set | 00:00 | Bahrein | 3–0    | Camarões | 25–0  | 25–0  | 25–0  |       |       | 75–0   | Estatísticas    |
| 29 set | 16:00 | Cuba    | 0–3    | Canadá   | 21–25 | 21–25 | 17–25 |       |       | 59–75  | P2 Estatísticas |

## Fase final

### Classificação do 13º ao 16º lugar
| Data  | Hora  |         | Placar |          | Set 1 | Set 2 | Set 3 | Set 4 | Set 5 | Total | Relatório       |
| ----- | ----- | ------- | ------ | -------- | ----- | ----- | ----- | ----- | ----- | ----- | --------------- |
| 2 out | 00:00 | Egito   | 3–0    | Camarões | 25–0  | 25–0  | 25–0  |       |       | 75–0  | Estatísticas    |
| 2 out | 13:00 | Bahrein | 3–0    | Marrocos | 25–21 | 25–13 | 25–22 |       |       | 75–56 | P2 Estatísticas |

### Classificação do 9º ao 12º lugar
| Data  | Hora  |        | Placar |           | Set 1 | Set 2 | Set 3 | Set 4 | Set 5 | Total | Relatório       |
| ----- | ----- | ------ | ------ | --------- | ----- | ----- | ----- | ----- | ----- | ----- | --------------- |
| 2 out | 16:00 | Canadá | 3–0    | Tailândia | 25–20 | 25–16 | 25–17 |       |       | 75–53 | P2 Estatísticas |
| 2 out | 19:00 | Irã    | 3–1    | Cuba      | 25–15 | 25–19 | 17–25 | 25-23 |       | 92–59 | P2 Estatísticas |

### Classificação do 5º ao 8º lugar
| Data  | Hora  |         | Placar |          | Set 1 | Set 2 | Set 3 | Set 4 | Set 5 | Total | Relatório       |
| ----- | ----- | ------- | ------ | -------- | ----- | ----- | ----- | ----- | ----- | ----- | --------------- |
| 2 out | 16:00 | Chéquia | 1–3    | Bulgária | 26–24 | 22–25 | 22–25 | 23-25 |       | 93–74 | P2 Estatísticas |
| 2 out | 19:00 | Brasil  | 1–3    | Bélgica  | 25–19 | 24–26 | 21–25 | 23-25 |       | 93–70 | P2 Estatísticas |

### Semifinais
| Data  | Hora  |        | Placar |           | Set 1 | Set 2 | Set 3 | Set 4 | Set 5 | Total  | Relatório       |
| ----- | ----- | ------ | ------ | --------- | ----- | ----- | ----- | ----- | ----- | ------ | --------------- |
| 2 out | 16:00 | Rússia | 3–0    | Argentina | 27–25 | 28–26 | 25–17 |       |       | 80–68  | P2 Estatísticas |
| 2 out | 19:00 | Itália | 3–2    | Polônia   | 20–25 | 20–25 | 25–11 | 25-20 | 15-12 | 105–61 | P2 Estatísticas |

### Décimo quinto lugar
| Data  | Hora  |          | Placar |          | Set 1 | Set 2 | Set 3 | Set 4 | Set 5 | Total | Relatório    |
| ----- | ----- | -------- | ------ | -------- | ----- | ----- | ----- | ----- | ----- | ----- | ------------ |
| 3 out | 00:00 | Camarões | 0–3    | Marrocos | 0–25  | 0–25  | 0–25  |       |       | 0–75  | Estatísticas |

### Décimo terceiro lugar
| Data  | Hora  |       | Placar |         | Set 1 | Set 2 | Set 3 | Set 4 | Set 5 | Total  | Relatório       |
| ----- | ----- | ----- | ------ | ------- | ----- | ----- | ----- | ----- | ----- | ------ | --------------- |
| 3 out | 10:00 | Egito | 3–2    | Bahrein | 26–28 | 26–24 | 22–25 | 25-16 | 15-9  | 114–77 | P2 Estatísticas |

### Décimo primeiro lugar
| Data  | Hora  |           | Placar |      | Set 1 | Set 2 | Set 3 | Set 4 | Set 5 | Total | Relatório       |
| ----- | ----- | --------- | ------ | ---- | ----- | ----- | ----- | ----- | ----- | ----- | --------------- |
| 3 out | 13:00 | Tailândia | 1–3    | Cuba | 37–35 | 18–25 | 16–25 | 23-25 |       | 94–85 | P2 Estatísticas |

### Nono lugar
| Data  | Hora  |        | Placar |     | Set 1 | Set 2 | Set 3 | Set 4 | Set 5 | Total | Relatório       |
| ----- | ----- | ------ | ------ | --- | ----- | ----- | ----- | ----- | ----- | ----- | --------------- |
| 3 out | 16:00 | Canadá | 1–3    | Irã | 17–25 | 21–25 | 27–25 | 15-25 |       | 80–75 | P2 Estatísticas |

### Sétimo lugar
| Data  | Hora  |         | Placar |        | Set 1 | Set 2 | Set 3 | Set 4 | Set 5 | Total | Relatório       |
| ----- | ----- | ------- | ------ | ------ | ----- | ----- | ----- | ----- | ----- | ----- | --------------- |
| 3 out | 16:00 | Chéquia | 0–3    | Brasil | 13–25 | 21–25 | 15–25 |       |       | 49–75 | P2 Estatísticas |

### Quinto lugar
| Data  | Hora  |          | Placar |         | Set 1 | Set 2 | Set 3 | Set 4 | Set 5 | Total | Relatório       |
| ----- | ----- | -------- | ------ | ------- | ----- | ----- | ----- | ----- | ----- | ----- | --------------- |
| 3 out | 19:00 | Bulgária | 1–3    | Bélgica | 25–19 | 22–25 | 20–25 | 23-25 |       | 90–69 | P2 Estatísticas |

### Terceiro lugar
| Data  | Hora  |           | Placar |         | Set 1 | Set 2 | Set 3 | Set 4 | Set 5 | Total | Relatório       |
| ----- | ----- | --------- | ------ | ------- | ----- | ----- | ----- | ----- | ----- | ----- | --------------- |
| 3 out | 16:00 | Argentina | 0–3    | Polônia | 16–25 | 14–25 | 19–25 |       |       | 49–75 | P2 Estatísticas |

### Final
| Data  | Hora  |        | Placar |        | Set 1 | Set 2 | Set 3 | Set 4 | Set 5 | Total | Relatório       |
| ----- | ----- | ------ | ------ | ------ | ----- | ----- | ----- | ----- | ----- | ----- | --------------- |
| 3 out | 19:00 | Rússia | 0–3    | Itália | 19–25 | 14–25 | 19–25 |       |       | 52–75 | P2 Estatísticas |

## Classificação final
| Posição | Equipe    |
| ------- | --------- |
| 1       | Itália    |
| 2       | Rússia    |
| 3       | Polônia   |
| 4       | Argentina |
| 5       | Bélgica   |
| 6       | Bulgária  |
| 7       | Brasil    |
| 8       | Chéquia   |
| 9       | Irã       |
| 10      | Canadá    |
| 11      | Cuba      |
| 12      | Tailândia |
| 13      | Egito     |
| 14      | Bahrein   |
| 15      | Marrocos  |
| 16      | Camarões  |

## Premiações individuais
Os jogadores que se destacaram na competição foram:
| MVP (Most Valuable Player) | Alessandro Michieletto | Itália    |
| Oposto                     | Roman Murashko         | Rússia    |
| 1º Ponteiro                | Manuel Armoa           | Argentina |
| 2º Ponteiro                | Tommaso Rinaldi        | Itália    |
| 1º Central                 | Karol Urbanowicz       | Polónia   |
| 2º Central                 | Nicola Ciancotta       | Itália    |
| Levantador                 | Paolo Porro            | Itália    |
| Líbero                     | Damiano Catania        | Itália    |